# Ljusterö socken
Ljusterö socken i Uppland ingick i Åkers skeppslag och är sedan 1983 en del av Österåkers kommun, från 2016 inom Roslags-Kulla och Ljusterö distrikt.
Socknens areal var den 1 januari 1961 99,34 kvadratkilometer, varav 97,87 km² land.  År 1950 fanns här 1 298 invånare. Marums gård, orten Hummelmora samt kyrkbyn Mellansjö med sockenkyrkan Ljusterö kyrka ligger i socknen.  

## Administrativ historik
Norra Ljusterö församling utbröts 1631 ur Riala församling (socken). Södra Ljusterö församling utbröts samma år ur Värmdö församling. 1869 uppgick Södra Ljusterö församling i Norra Ljusterö församling som namnändrades till Ljusterö församling och Ljusterö landskommun bildades. Till socknen tillfördes också mindre områden (öar) från Värmdö socken och Kulla socken. Landskommunen uppgick 1967 i Österåkers landskommun som 1974 uppgick i Vaxholms kommun men utbröts 1983 för att bilda Österåkers kommun. Församlingen uppgick 1998 i Ljusterö-Kulla församling.
1 januari 2016 inrättades distriktet Roslags-Kulla och Ljusterö, med samma omfattning som Ljusterö-Kulla församling hade 1999/2000 och fick 1998, och vari detta sockenområde ingår.
Socknen har tillhört län, fögderier, tingslag och domsagor enligt vad som beskrivs i artikeln Åkers skeppslag. De indelta soldaterna tillhörde Livregementets dragonkår, Roslags skvadron, Roslags kompani. De indelta båtsmännen tillhörde Södra Roslags 1:a och 2:a båtsmanskompani.

## Geografi
Ljusterö socken omfattar Ljusterö (Södra och Norra) och flera mindre öar som Östra Lagnö, Edö och Äpplarö. Socknen är en bergs- och skogsbygd med smärre odlingsbygder i några dalsänkor främst i norra delen.

## Fornlämningar
Från järnåldern finns elva gravfält.

## Namnet
Namnet (1301 Sydraliustra, 1344 Liustro) kommer från de två ödelarna. Namnet Liustra kan möjligen innehålla ljus med betydelsen 'den ljusa ön'. Efterleden ö uppträder regelbundet först mot slutet av 1600-talet. Den gamla namnformen Justra med långt u levde ännu på 1800-talet.